# Henonemus taxistigmus
Henonemus taxistigmus är en fiskart som först beskrevs av Fowler, 1914.  Henonemus taxistigmus ingår i släktet Henonemus och familjen Trichomycteridae. Inga underarter finns listade i Catalogue of Life.